# Воронец даурский
Воронец даурский (лат. Actaea dahurica) — многолетнее травянистое растение высотой до 100—150 см. Из-за изменений в систематике рода Воронец (Actaea), растение известно под разными синонимами: клопогон даурский (лат. Cimicifuga dahurica) или цимицифуга даурская. Используется как лекарственное и как декоративное садовое растение. Внешне похож на воронец кистевидный (Actaea racemosa), немного отличается формой листа.

## Описание

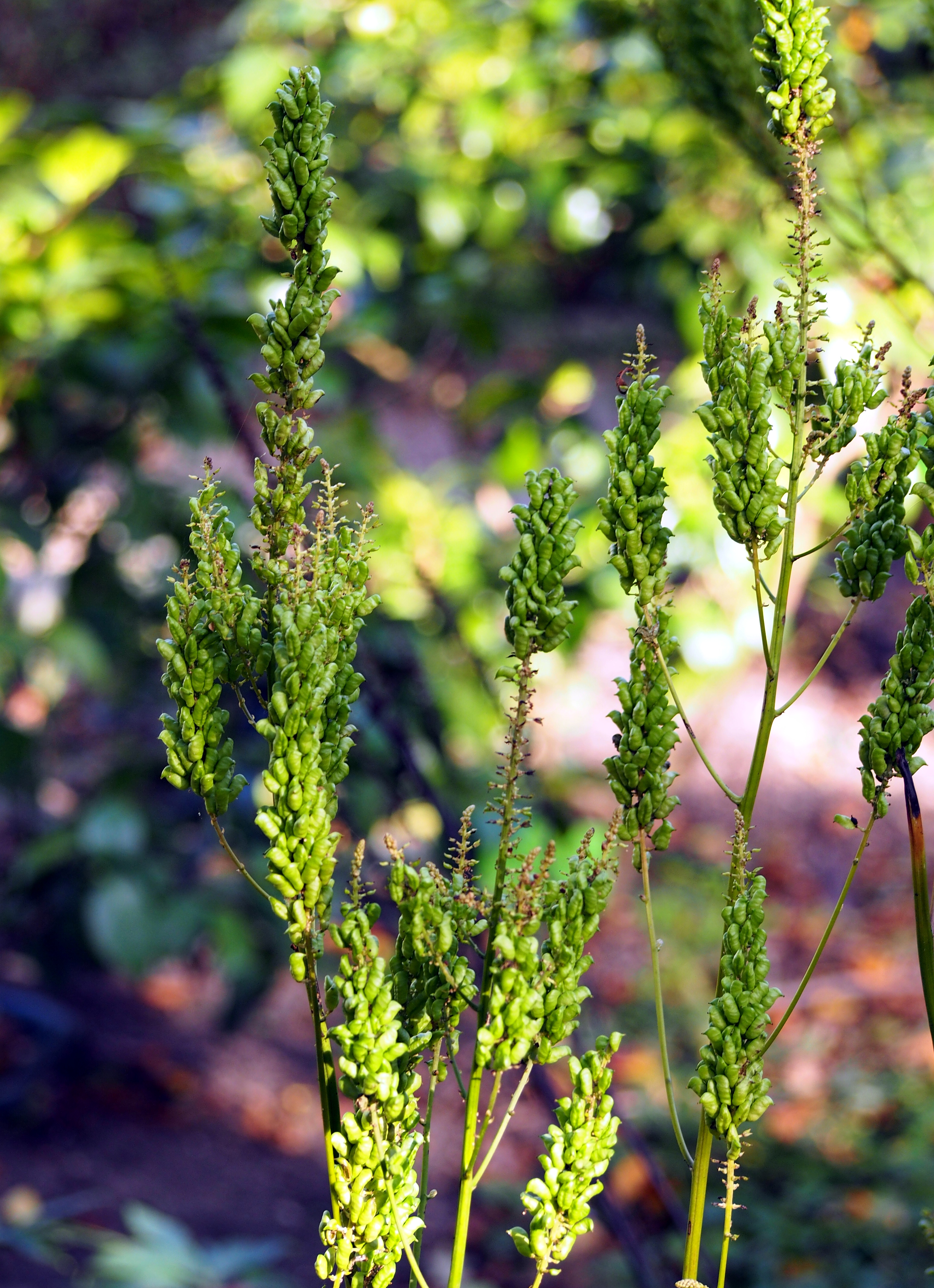
Соцветие в стадии неспелых плодов, культивированный экземпляр. Ботанический сад Вроцлавского университета, Вроцлав, Польша

Многолетнее травянистое растение высотой до 100—150 см. Все части растения издают неприятный запах.
Корневище толстое, мощное, чёрноватое, многоглавое. Стебель один или несколько, голые или слегка опушённые, высотой до 1,5 м. 
Листья стеблевые длинночерешковые, дважды- или триждытройчатые. черешок до 17 см; листовая пластинка треугольная, шириной до 22 см. 
Цветки мелкие, белые, с розоватовым оттенком, невзрачные, однополые, собранные в метельчато-кистевидное соцветие, имеют приятный аромат. Женские цветки — с четырьмя мелкими завязями, мужские — с множеством длинных тычинок. Цветёт во второй половине лета. Соцветие сложное кистевидное, 7-20-разветвленное. Цветоножка 2—8 мм
Плод сухой, состоит из нескольких листовок, семена продолговатые, длиной около 3 мм Цветет в июле-августе, плоды созревают в августе-сентябре.

## Распространение
Дальний Восток России, Восточная Сибирь, Япония, Китай (Хэбэй, Хэйлунцзян, Хэнань, Цзилинь, Ляонин, Внутренняя Монголия, Шэньси, Шаньси), Южная Корея, Монголия. 
В России произрастает в Читинской области, широко представлен в южной части Хабаровского края и особенно в Приморье, где местами образует значительные заросли.

## Синонимы
Согласно данным GBIF на июнь 2024 года в синонимику вида Actaea dahurica (Turcz. ex Fisch. & C.A.Mey.) Franch. 1883). In: Nouv. Arch. Mus. Hist. Nat., Sér. 2, 5: 175 входят следующие названия:
- ≡ Actaea pterosperma Turcz.
- = Actaea pterosperma Turcz. ex Fisch. & C.A.Mey., 1835
- ≡ Actinospora dahurica Turcz.
- ≡ Actinospora dahurica Turcz. ex Fisch. & C.A.Mey.
- = Actinospora pterosperma Walp.
- = Cimicifuga dahurica (Turcz. ex Fisch. & C.A.Mey.) Maxim., 1859 in: Mém. Acad. Imp. Sci. St.-Pétersbourg Divers Savans 9: 28
- = Cimicifuga dahurica Huth, 1893 In: Bot. Jahrb. 16: 316
- = Cimicifuga dahurica f. mascula (Regel) Huth
- = Cimicifuga dahurica var. fertilis Regel
- = Cimicifuga dahurica var. mascula Regel
- ≡ Thalictrodes dahurica (Turcz. ex Fisch. & C.A.Mey.) Kuntze
- = Thalictrodes dahurica (Turcz. ex Fisch. & C.A.Mey.) Kuntze ex Fisch. & C.A.Mey.

## Применение
Используется как лекарственное и как декоративное садовое растение. 
Подходит для контейнерного озеленения, в лесных садах, в бордюрах, в цветниках на открытом грунте. Растение хорошо смотрится вдоль ручьёв и прудов, теневыносливо, переносит присутствие других лесных трав.